# Nuvola
Nuvola (término italiano que quiere decir nube) es un conjunto de iconos de software libre con licencia GNU LGPL versión 2.1 (o GNU Lesser General Public License), diseñados por David Vignoni. Nuvola surge como una evolución de los temas de icono de SKY. En su origen se crearon exclusivamente para entornos de escritorios gráficos como KDE y Gnome. Más tarde se volvieron a compilar para los entornos Windows y Macintosh. La versión final 1.0 contiene casi 600 iconos. El conjunto de iconos se encuentra, por defecto, en el formato de gráficos de tipo PNG, aunque también existe una interesante versión de iconos vectoriales disponible en formato SVG. Los iconos de aplicación, en particular, representan una amplia variedad de objetos fácilmente reconocibles, así como imágenes de lo más corriente (como puede apreciarse en la imagen inferior). Desde el punto de vista estético, muchos de los iconos presentan una dominante de color azul aunque también están presentes en una amplia paleta de colores.

## Usos
Además de usarse en KDE 3 y Gnome, Nuvola también es usado por el cliente de mensajería instantánea de Gaim. Nuvola es también el conjunto de iconos que lleva, por defecto, la distribución OpenLab de GNU Linux.

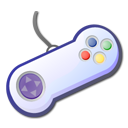
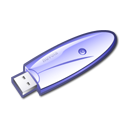
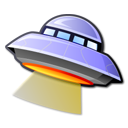
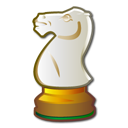
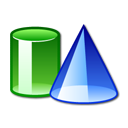
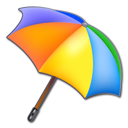
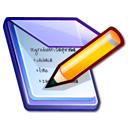
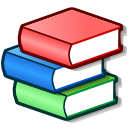
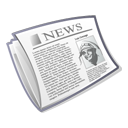